# Witzlasreuth
Witzlasreuth ist ein Gemeindeteil der Gemeinde Kulmain im oberpfälzischen Landkreis Tirschenreuth.

## Geografie
Das Dorf Witzlasreuth liegt im Südwesten des Fichtelgebirges viereinhalb Kilometer nordöstlich von deren Verwaltungszentrum.

## Geschichte
Die Bayerische Uraufnahme zeigte Witzlasreuth in den 1810er Jahren als ein aus 16 Herdstellen bestehendes Dorf, das sich in locker angeordneter Siedlungsweise rings um einen Weiher gruppierte. Ein kleiner und etwas kompakter gebauter Ortskern lag ungefähr 200 Meter südlich des Weihers. Seit dem Gemeindeedikt von 1818 hatte Witzlasreuth zur Ruralgemeinde Oberwappenöst gehört, deren Verwaltungssitz sich im Dorf Oberwappenöst befand. Als die Gemeinde Oberwappenöst mit der bayerischen Gebietsreform ihre Selbstständigkeit verlor, wurde Witzlasreuth in die Gemeinde Kulmain eingegliedert. Wernersreuth wurde in die Gemeinde Neusorg umgemeindet.
| Jahr          | 001900 | 001925 | 001950 | 001961 | 001970 | 001987 |
| Einwohnerzahl | 175    | 232    | 292    | 251    | 251    | 231    |

## Baudenkmäler
- Liste der Baudenkmäler in Witzlasreuth